# Gnaty-Wieśniany
Gnaty-Wieśniany (prononciation : [ˈɡnatɨ vjɛɕˈɲanɨ]) est un village polonais de la gmina de Winnica dans le powiat de Pułtusk de la voïvodie de Mazovie dans le centre-est de la Pologne.
Le village compte approximativement une population de 119 habitants en 2009.

## Histoire
De 1975 à 1998, le village appartenait administrativement à la voïvodie de Ciechanów.